# Rulleleje
Et rulleleje er et leje hvor der mellem inderringen og yderringen er ruller. Disse ruller har til formål at mindske friktion (som i et kugleleje).
Rullernes hovedform er enten cylindrisk, konisk eller sfærisk deraf afledes de tre hovedtyper: cylindriske rullelejer, koniske rullelejer og sfæriske rullelejer 

## Cylindrisk rulleleje
Det cylindriske rulleleje har cylindriske ruller og er velegnet til opgaver primært bestående af radial last. Lejet kan rotere hurtigt i forhold til sit bæretal og anvendes eksempelvis i toghjul, gearkasser og CNC-spindler.

## Konisk rulleleje
Det koniske rulleleje blev patenteret at Henry Timken i 1898. Koniske rullelejer findes sædvanligvis med 1,2 eller 4 rækker koniske ruller og er velegnet hvor der optræder en kombination af aksiale og radiale belastning.
Eksempler hvor man finder anvendelse af koniske rullelejer er i gearkasser, hjulaksler (eks. tog og lastbiler) og som hovedlejer i multimegawatt vindmøller.

## Sfærisk rulleleje
Det sfæriske rulleleje har sfæriske ruller som kan arbejde under vinkelstilling da inder- og yderring har en passede skålform. Lejet er således mere tolerant overfor unøjagtigheder og skæv montage.
Lejet har stor kapacitet i radial retning og fungerer også med en vis grad af aksial belastning (gerne under 15 % af den radiale last). Lejet er således et godt all-round leje og er derfor meget udbredt i industrien.
Timken er, anno 2014, verdens største producent af koniske rullejer  .